# St. Martin (Elbenberg)

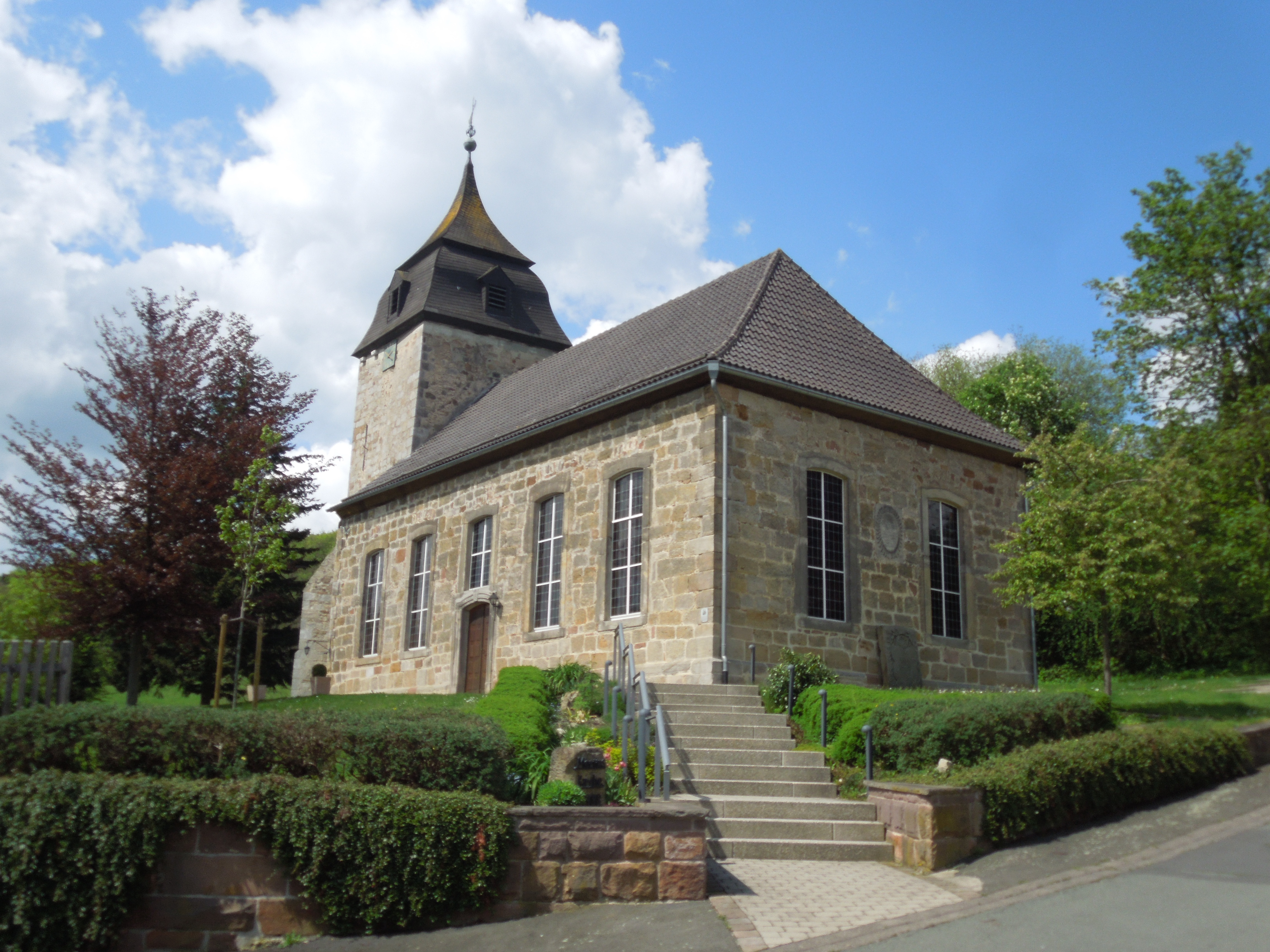
St. Martin

Die Evangelische Kirche St. Martin ist ein denkmalgeschütztes Kirchengebäude, das im Ortsteil Elben von Elbenberg steht, einem Stadtteil von Naumburg im Landkreis Kassel (Hessen). Die Kirchengemeinde gehört zum Kirchenkreis Hofgeismar-Wolfhagen im Sprengel Kassel der Evangelischen Kirche von Kurhessen-Waldeck.

## Beschreibung
Die barocke Saalkirche wurde nach einem Plan von Johann Friedrich Jussow (1701–1779), dem Vater von Heinrich Christoph Jussow, 1754 erbaut. Der romanische Kirchturm aus Bruchsteinen mit Ecksteinen auf quadratischem Grundriss im Westen erhielt 1757 eine schiefergedeckte, gebrochene, spitze Haube mit Klangarkaden in den Dachgauben. Das Kirchenschiff aus Natursteinmauerwerk wurde 1788 angebaut, wie einer Bauinschrift an der Ostwand zu entnehmen ist.
Der mit dreiseitigen Emporen versehene Innenraum ist mit einer von Vouten eingerahmten Flachdecke überspannt. Die spätbarocke Kirchenausstattung besteht aus den Kirchenbänken, der Altarmensa aus Stein von 1788 und der mittig an der Ostwand stehenden Kanzel mit Schalldeckel. An der Nordseite des Chors steht erhöht die Patronatsloge für die von Buttlar, die das Kirchenpatronat innehatten. In der Kirche befinden sich vier Epitaphe von Andreas Herber mit lebensgroßen Darstellungen. An den Außenwänden der Kirche stehen weitere Grabsteine. Die Orgel mit 17 Registern, zwei Manualen und einem Pedal wurde 1998 von Dieter Noeske gebaut.